# Tripoli, bel suol d'amore
Tripoli, bel suol d'amore (noto anche con il titolo di I quattro bersaglieri) è un film comico del 1954 diretto da Ferruccio Cerio.

## Trama
Il giovane Alberto Ruotolo lascia la casetta di campagna per andare a fare il bersagliere. Ma al Reparto non tira buona aria, tre bersaglieri prepotenti e indisciplinati recano tanto disordine quanto rabbia al maresciallo Nerone. Quando arriva la nuova recluta Alberto, subito il trio, composto dal più grande dei tre Giulio Cesare, un ex sottufficiale degradato, da Renato e da Ferruccio, gli si scaglia addosso per via del fatto che ha osato rivolgere la parola a Maria, la figlia del maresciallo Carocci. Inizialmente i tre, tutti invaghitisi di Maria, non perdono l'occasione per fare dispetti ad Alberto, perché è il preferito di Maria. Alla fine i quattro finiranno per diventare amici e rassegnarsi alla scelta della ragazza, loro malgrado. Renato, poi, rivede quella che qualche anno prima doveva essere la sua promessa sposa, Nadia, che adesso fa la ballerina nei varietà dopo aver lasciato la campagna. Ma improvvisamente scoppia la guerra italo turca e i bersaglieri sono inviati a combatterla a Tripoli, in Libia.
Incapaci di rimanere separate dai loro fidanzati, Nadia e Maria riescono ad arruolarsi come crocerossine e a raggiungerli in Libia. Ma gli arabi attaccano la colonna della  Croce Rossa e l'intervento dei bersaglieri non riesce a impedire che un nemico colpisca Nadia a morte. Quando Renato scopre che per lei non c'è più nulla da fare, la sposa in extremis sul letto di morte, dopodiché parte con i tre amici e il maresciallo Nerone per una missione altamente pericolosa. L'azione riesce ed il gruppo viene salvato da una numerosa truppa di bersaglieri, ma il maresciallo Nerone viene colpito e muore.
Al ritorno dalla guerra, Giulio Cesare anche grazie alla missione compiuta ottiene finalmente il grado che desiderava, diventando maresciallo e rimpiazzando il caduto Nerone, mentre Alberto, felice, potrà finalmente sposare Maria.

## Curiosità
La trama all'inizio si ispira neanche troppo velatamente al romanzo I tre moschettieri di Alexandre Dumas padre per poi svilupparsi in una storia completamente diversa.